# Jávai lajhármaki
A jávai lajhármaki (Nycticebus javanicus) a főemlősök (Primates) rendjébe, azon belül a lajhármakifélék (Loridae) családjába tartozó Nycticebus nemének egyik faja.

## Megjelenése
A jávai lajhármaki kb. 25 centiméter hosszúságúra nő meg.

## Elterjedése
Délkelet-Ázsiában az Indonéziához tartozó Jáva sziget területén honos.